# Благоуханный сад
«Благоухающий сад в радующейся душе» (араб. الروض العاطر في نزهة الخاطر) ― наставление по сексу, написанное Абу Абдуллой Мухаммадом бен Мухаммадом ан-Нафзави между 1410 и 1434 годами по просьбе султана Туниса Абд аль-Азиза аль-Хафси. Сочинение дополнило небольшую книгу того же автора «Разъяснение неудач через секреты полового акта» («تنوير الوقاع في أسرار الجماع»).
Книга состоит из 21 главы, в которых рассматриваются желательные и достойные осуждения характеристики мужчин и женщин, методы полового акта, продукты, предназначенные для этого, а также причины бесплодия и рекомендации для сохранения сексуального здоровья.
Эта книга доступна в большинстве арабских стран, за исключением таких как Королевство Саудовская Аравия, поскольку содержит темы сексуального характера.

## Переводы на русский язык
- Сад благоухающий. ― Перев. с англ. А. Шарымова. ― СПб., 2010.